# Афанасьев, Иван Ильич
Иван Ильич Афанасьев (13 июля 1916 — 16 января 1996) — помощник командира взвода 391-й отдельной стрелковой разведывательной роты 1086-го стрелкового полка (323-я стрелковая Краснознамённая Брянская дивизия, 33-я армия, 1-й Белорусский фронт), старший сержант.

## Биография
Иван Ильич Афанасьев родился 30 июня (13 июля) 1916 года в городе Рыльск Курской губернии (в настоящее время Курская область) в семье рабочего. Окончил 4 класса, работал закройщиком обуви на городском промкомбинате. В марте 1939 года был призван в Красную Армию .
Служил в Забайкалье, в августе 1942 года был направлен на фронт Великой Отечественной войны, за время войны был четырежды ранен ранен.
С начала 1944 года продолжил службу в 391-й отдельной стрелковой разведроте.
В ночь на 25 июня 1944 года командир отделения Иван Афанасьев в районе деревни Малая Крушиновка (Шкловский район, Могилёвская область) уничтожил засаду из 5-ти солдат противника и пленил власовца. 27 июня у деревни Городец старший сержант Афанасьев, обнаружив засаду, пленил 2-х гитлеровцев, один из которых оказался офицером. 28 июня близ деревни Капланцы он предотвратил попытку противника взорвать мост через реку Клева, при этом уничтожил 6 солдат противника, чем обеспечило нашим частям быстрое преследования противника. Приказом по 323-й стрелковой дивизии от 6 июля 1944 года он был награждён орденом Славы 3-й степени.
22 июля 1944 года отделение старшего сержанта Афанасьева пересекло дорогу в районе деревни Сожки (Сощки?) и организовало засаду. При появлении машин противника был открыт автоматный огонь, чем был вызвана паника и бегство противника. Подоспевшим 1086 полком группировка противника была ликвидирована. 3 августа 1944 года отделение старшего сержанта Афанасьева форсировало реку Нарев и вступило в бой засадой противника. Противник понёс большие потери и отступил. При контратаке противника бойцы приняли бой и уничтожили 7 солдат противника. 8 августа 1944 года при отражении контратаки противника он уничтожил из автомата 7 солдат противника и захватил ценные документы у убитого офицера противника. 18 сентября 1944 года Иван Афанасьев был награждён орденом Красной звезды.
В начале февраля при прорыве обороны противника отделение Ивана Афанасьева первыми врпвались в первую траншею противника, уничтожив 3-х солдат противника. В дальнейшем продолжая бой отделение достигло 4-й линии окопов.
В начале февраля 1945 года в районе города Кёзлин (в настоящее время польский город Кошалин) (Германия) отделение под командованием старшего сержанта Афанасьева совершило рейд в тылу противника. Умело маневрируя, в ходе боя с превосходящими силами противника было уничтожено 17 вражеских солдат и 12 солдат взято в плен. Приказом по войскам 33-й армии от 22 февраля 1945 года старший сержант Афанасьев Иван Ильич награждён орденом Славы 2-й степени.
17 апреля 1945 года при прорыве обороны противника на левом берегу реки Одер южнее города Франкфурт-на-Одере помощник командира взвода старший сержант Иван Афанасьев в числе первых переправился через реку и ворвался во вражескую траншею, лично уничтожил 8 солдат противника и 5-х пленил. В этом же бою он заменил выбывшего из строя командира взвода. Указом Президиума Верховного Совета СССР от 15 июня 1946 года за образцовое выполнение боевых заданий командования на фронте борьбы с немецкими захватчиками и проявленные при этом доблесть и мужество Афанасьев Иван Ильич награждён орденом Славы 1-й степени.
После демобилизации в 1946 году Иван Ильич Афанасьев вернулся на родину и работал слесарем-сборщиком на Курском электроаппаратном заводе.
В 1985 году Иван Ильич Афанасьев в порядке массового награждения участников Великой Отечественной войны был награждён орденом Отечественной войны 2-й степени.

## Память
- Скончался 16 января 1996 года. Похоронен на Никитском кладбище в Курске.
- В 1980 году в городе Курске на доме, где он жил (Красная площадь 2/4) была установлена мемориальная доска.